# Anampses lennardi
Anampses lennardi е вид лъчеперка от семейство Labridae. Видът е незастрашен от изчезване.

## Разпространение и местообитание
Разпространен е в Австралия.
Среща се на дълбочина от 20 до 24 m, при температура на водата от 24,8 до 28,3 °C и соленост 34,3 – 35,1 ‰.

## Описание
На дължина достигат до 28 cm.
Популацията на вида е стабилна.